# Systur
Systur também conhecido como Sigga, Beta & Elín e anteriormente Tripolia, é um grupo islandês, composto por Sigríður Eyþórsdóttir, Elísabet Eyþórsdóttir e Elín Eyþórsdóttir. Juntamente com o DJ Friðfinnur "Oculus" Sigurðsson, formaram a banda house Sísý Ey desde 2011.
A banda vai representar a Islândia no Festival Eurovisão da Canção 2022 com a música "Með hækkandi sól".

## Discografia

### Singles
- "Bounce from the Bottom" (2017)
- "Með hækkandi sól" (2022)

#### Como parte de Sisý Ey
- "Ain't Got Nobody" (2013)
- "Do It Good" (2015)
- "Mystified" (2017)
- "Restless" (2018)